# Ovesholm
Ovesholm är sedan 2015 en del av tätorten Kristianstad i Kristianstads kommun i Skåne län, efter att tidigare utgjort en egen tätort. Strax väster om orten ligger Ovesholms slott. 

## Befolkningsutveckling
| Befolkningsutvecklingen i Ovesholm 1990–2010             | Befolkningsutvecklingen i Ovesholm 1990–2010 | Befolkningsutvecklingen i Ovesholm 1990–2010 | Befolkningsutvecklingen i Ovesholm 1990–2010 | Befolkningsutvecklingen i Ovesholm 1990–2010 |
| -------------------------------------------------------- | -------------------------------------------- | -------------------------------------------- | -------------------------------------------- | -------------------------------------------- |
|                                                          |                                              |                                              |                                              |                                              |
| År                                                       |                                              |                                              | Folkmängd                                    | Areal (ha)                                   |
| 1990                                                     | 1990                                         |                                              | 289                                          | 18                                           |
| 1995                                                     | 1995                                         |                                              | 315                                          | 18                                           |
| 2000                                                     | 2000                                         |                                              | 297                                          | 19                                           |
| 2005                                                     | 2005                                         |                                              | 283                                          | 19                                           |
| 2010                                                     | 2010                                         |                                              | 299                                          | 19                                           |
| Anm.: Ny tätort 1990, sammanvuxen med Kristianstad 2015. |                                              |                                              |                                              |                                              |

## Idrott
Ovesholms IF är ortens mest kända idrottsklubb. Klubben har fostrat den före detta landslagsspelaren i fotboll Mikael Nilsson.